# Behaartes Johanniskraut
Das Behaarte Johanniskraut (Hypericum hirsutum), auch Rauhaariges Hartheu genannt, ist eine Pflanzenart aus der Familie der Johanniskrautgewächse (Hypericaceae).
Im Unterschied zu anderen Johanniskraut-Arten ist der runde Stängel dieser Art dicht behaart und die Blätter haben am Rand keine schwarzen Punkte.

## Beschreibung

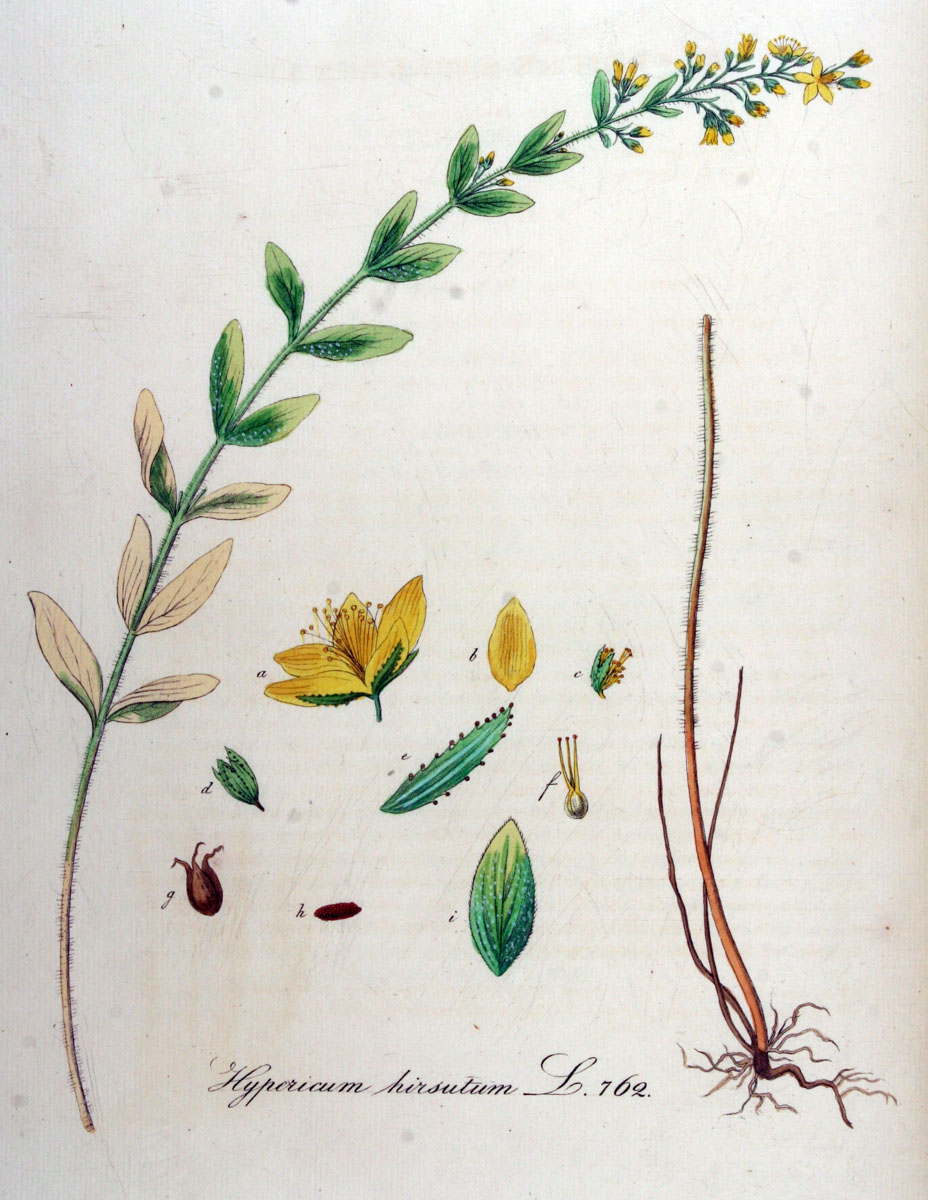
Illustration

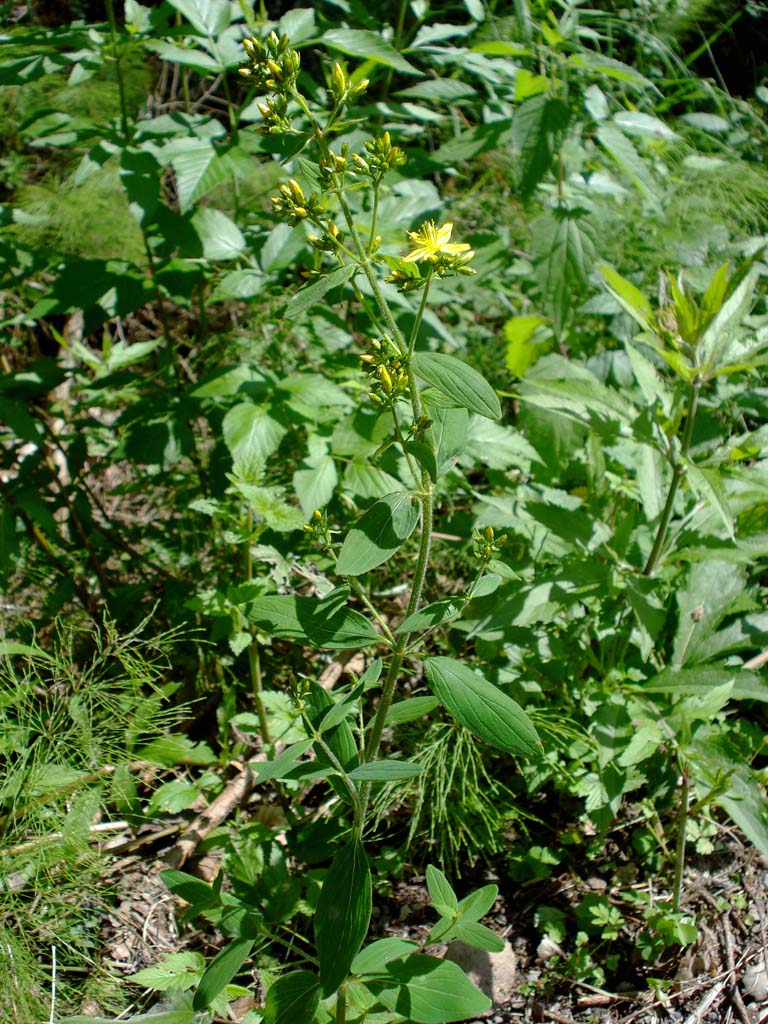
Behaartes Johanniskraut

### Vegetative Merkmale
Das Behaarte Johanniskraut ist eine ausdauernde krautige Pflanze, die Wuchshöhen von 30 bis 100 Zentimetern erreicht. Der aufrechte Stängel ist rund und dicht behaart.
Die gegenständig am Stängel angeordneten Laubblätter sind in Blattstiel und -spreite gegliedert. Der Blattstiel ist bis zu 1,5 Millimeter lang. Die etwa 5 Zentimeter langen ovalen Blattspreiten sind beiderseits behaart und durchscheinend schwarz drüsig punktiert.

### Generative Merkmale
Die Blütezeit reicht von Juni bis August. Der rispige Blütenstand besteht aus sitzenden Teilblütenständen, die aus den oberen Blattachseln sprießen.
Die zwittrigen Blüten sind radiärsymmetrisch und fünfzählig mit doppelter Blütenhülle. Die fünf kurz verwachsenen Kelchblätter sind 3 bis 4 Millimeter lang, lanzettlich spitz und tragen am Rand deutlich gestielte schwarze Drüsen. Die fünf gelben Kronblätter sind 8 bis 10 Millimeter lang. Von den 24 bis 30 (zahlreichen) Staubblättern ist das längste 7 bis 10 Millimeter lang, das sind 0,7- bis 0,8-mal so lang wie die Kronblätter. Die Fruchtblätter sind zu einem oberständigen Fruchtknoten verwachsen.
Die Kapselfrucht ist bei einer Länge von 4 bis 7 Millimetern sowie einem Durchmesser von 3 bis 5 Millimetern eiförmige oder länglich-eiförmige bis kegelförmige. Dabei erreichen sie etwa die eineinhalb bis doppelte Länge der Kelchblätter. Die braunen Samen haben eine Größe von etwa 1 Millimetern.
Die Chromosomenzahl beträgt 2n = 18.

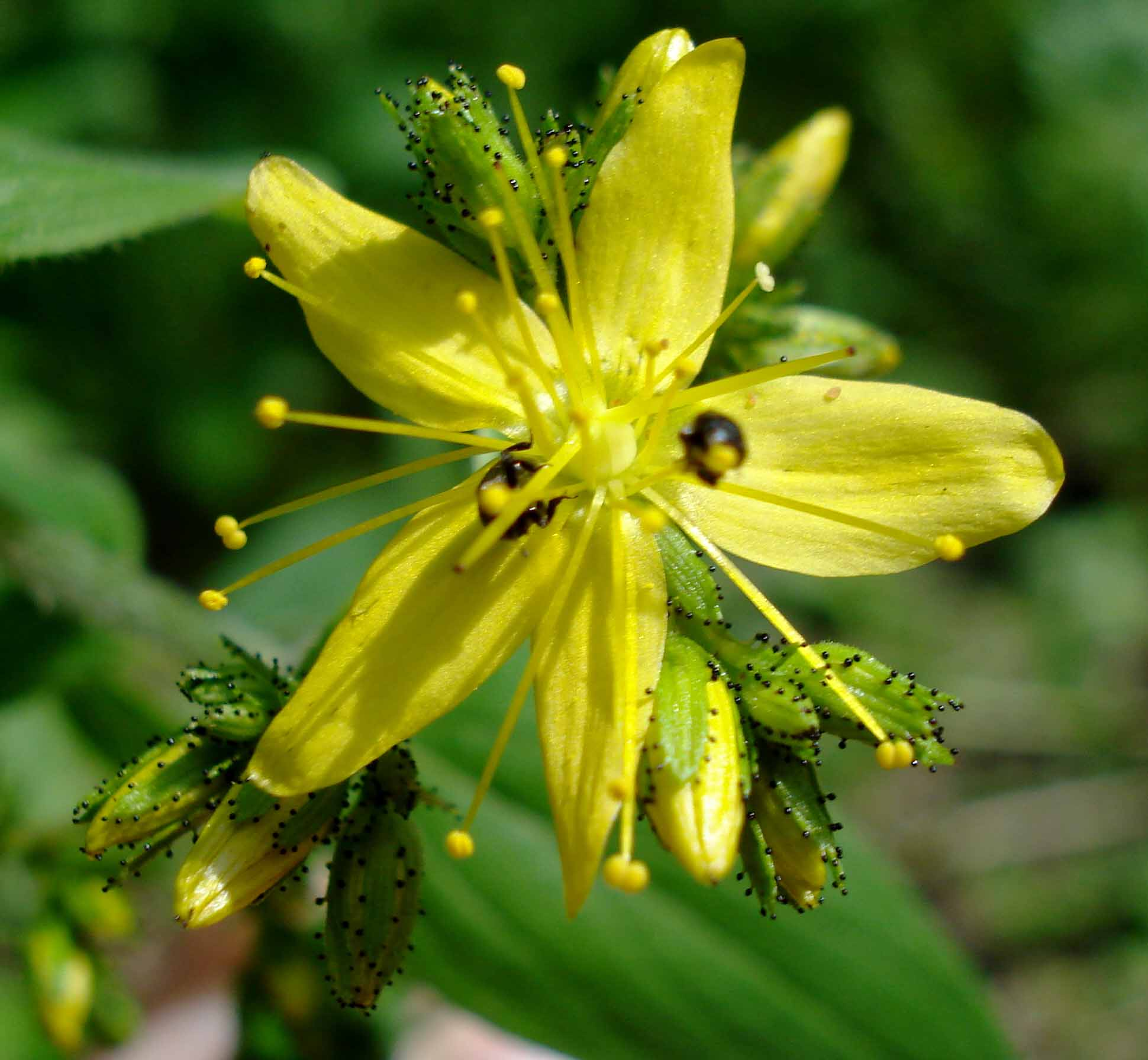
Radiärsymmetrische Blüte
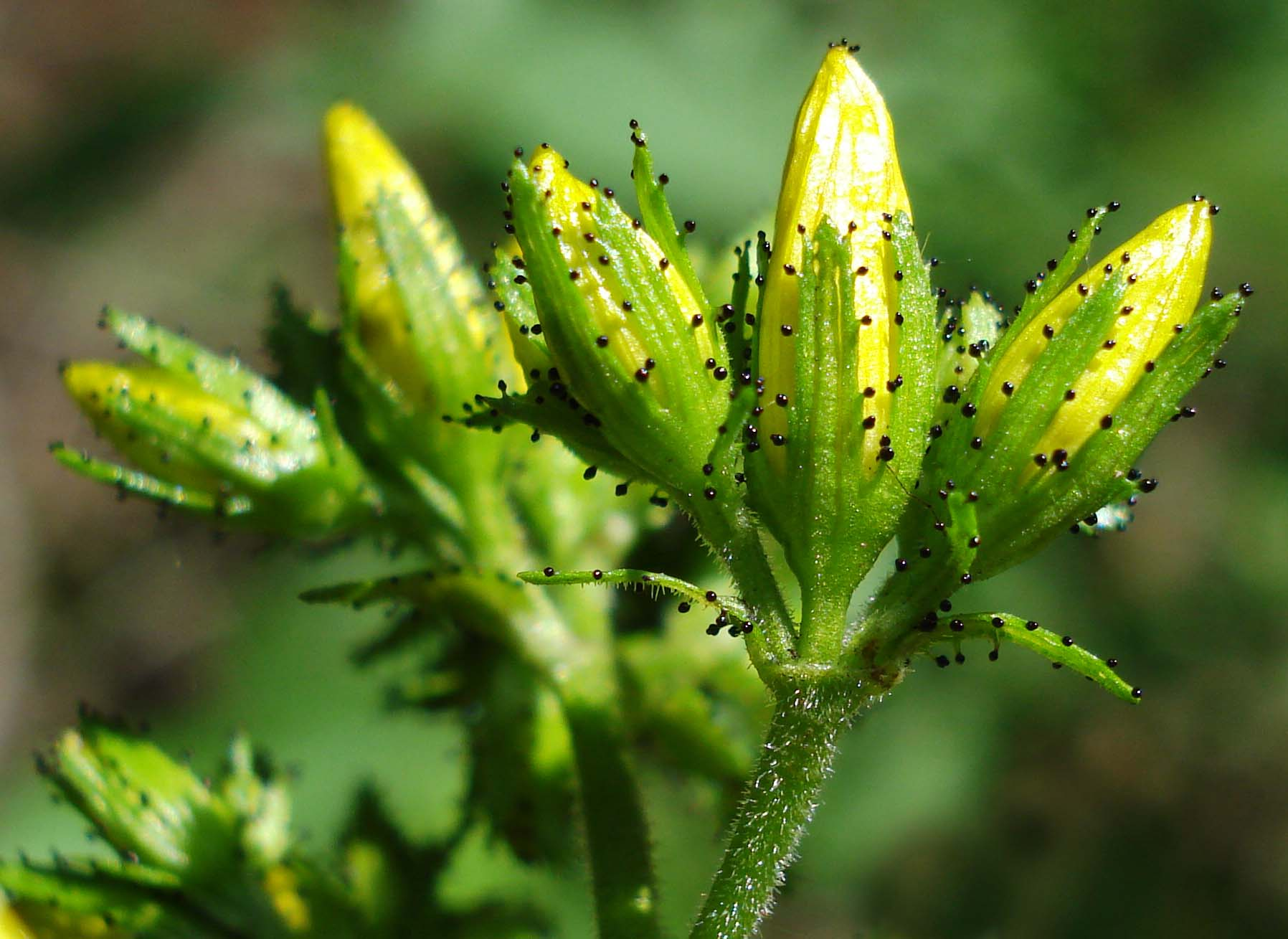
Blütenstand mit Blütenknospen im Detail
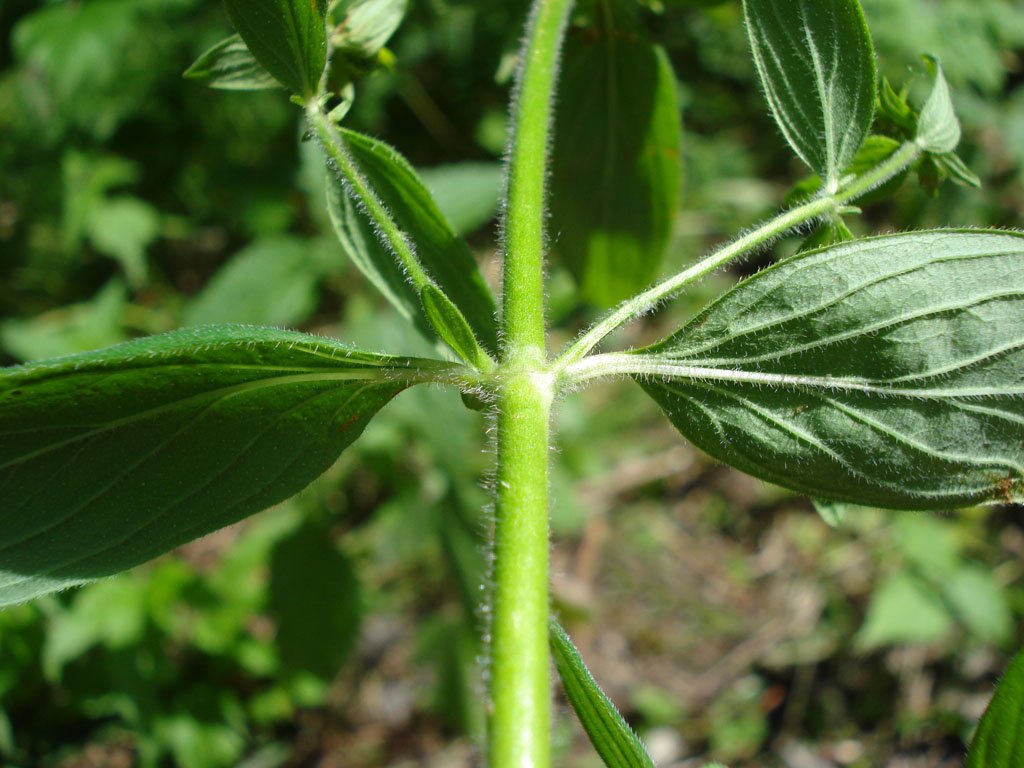
Stängel und Laubblätter

## Ökologie
Das Behaarte Johanniskraut überwintert bedeckt von Laub bzw. Erde, weshalb sie als Hemikryptophyt bezeichnet wird.
Bei Hypericum hirsutum erfolgt Befruchtung durch Selbst- oder Insektenbestäubung. Die Ausbreitung der Diasporen erfolgt mit Hilfe des Windes.

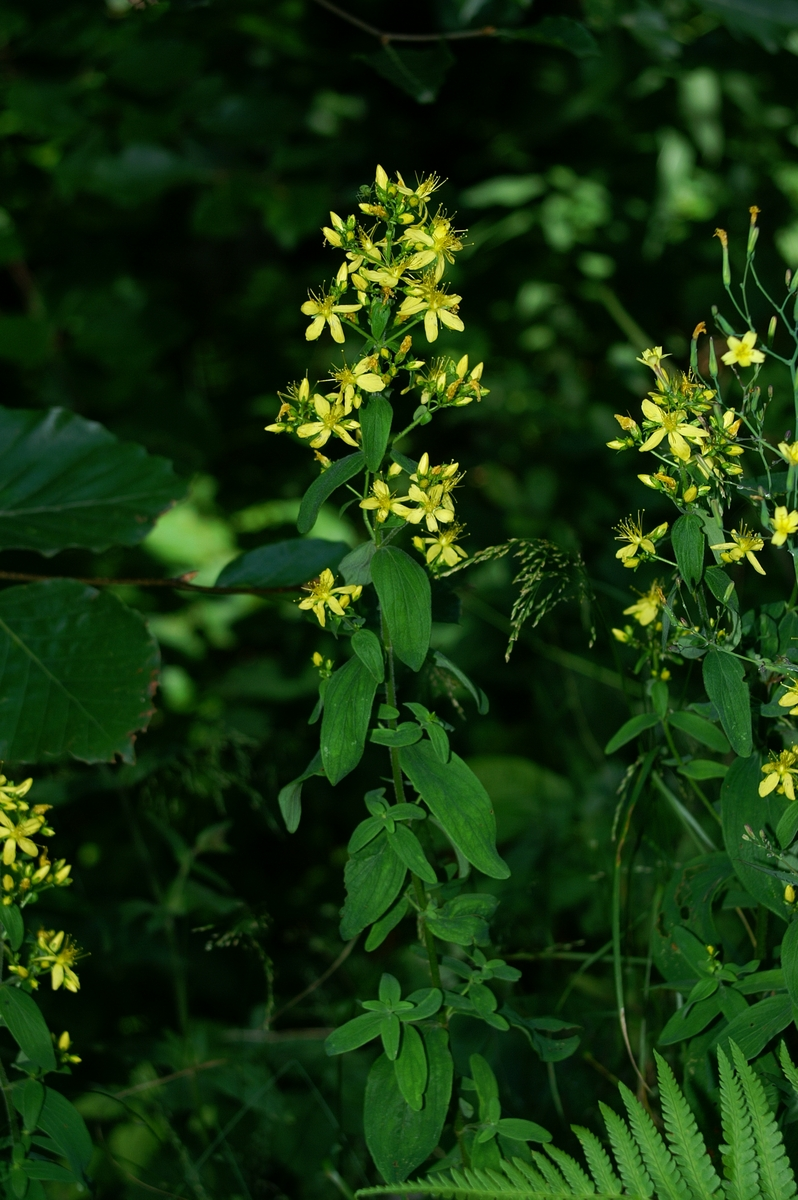
Habitus, Laubblätter und Blüten

## Inhaltsstoffe
Die getrockneten Blüten des Behaarten Johanniskrauts enthalten bis zu 1,7 % des roten Farbstoffes Hypericin. Die Hypericin-Aufnahme führt bei nicht pigmentierten (weißen) Weidetieren (Pferde, Schafe, Ziegen etc.) nach Sonnenexposition zu Hämolyseerscheinungen. Beim Zerreiben der Blüten zwischen den Fingern tritt ein roter Farbstoff hervor.

## Vorkommen
Hypericum hirsutum ist in ganz Europa außerhalb der Mittelmeerregion und in Westasien verbreitet. Außerhalb Europas sind Funde in Xinjiang, Kasachstan, Kirgisien, Russland (europäischer Teil, Sibirien am Angara und im Sajangebirge) sowie im nördlichen Algerien dokumentiert. In Nordeuropa kommt die Art bis zu den Lofoten bei 68° 13' nördlicher Breite vor.
Diese Art tritt in kleineren bis größeren Gruppen auf. Sie kommt in Europa in flachen und mittleren Höhenlagen vor.
Man findet das Behaarte Johanniskraut vorwiegend auf nährstoffreichen Kalkböden in Stauden- und ausdauernden Unkrautfluren sowie in Hochstaudenfluren und Gebüschen der Gebirge und Laub- und Tannenwäldern mittlerer Höhenlage. Es gedeiht besonders in Gesellschaften des Verbands Atropion. In den Allgäuer Alpen steigt es in Vorarlberg am Südosthand des Bärenkopfs bis zu einer Höhenlage von 1500 Metern auf. Im Schweizer Jura steigt es sogar bis 1600 Meter Meereshöhe auf.
Nach den ökologischen Zeigerwerten nach Ellenberg wird die Art als Halbschattenpflanze, an mäßig warmen bis warmen Standorten, bei gemäßigtem Seeklima angegeben. Die Art bevorzugt gleichmäßig mittel feuchte (nicht nasse) Böden, die niemals stark sauer, aber sehr stickstoffreich sind.
Die ökologischen Zeigerwerte nach Landolt et al. 2010 sind in der Schweiz: Feuchtezahl F = 3+w (feucht aber mäßig wechselnd), Lichtzahl L = 3 (halbschattig), Reaktionszahl R = 4 (neutral bis basisch), Temperaturzahl T = 4 (kollin), Nährstoffzahl N = 3 (mäßig nährstoffarm bis mäßig nährstoffreich), Kontinentalitätszahl K = 3 (subozeanisch bis subkontinental).